# Livro de Ageu
O Livro de Ageu é um dos livros proféticos do Antigo testamento da Bíblia.
Possui dois capítulos. Está entre os chamados Profetas Menores.
O autor pode ser chamado "O Profeta do Templo". Provavelmente nasceu durante os setenta anos de exílio na Babilônia. Deve ter regressado a Jerusalém com Zorobabel.
Pertence ao último período profético (profetismo posterior ao Exílio). Antes do Exílio a mensagem central era o anúncio do castigo, durante o Exílio havia uma mensagem consoladora, após o Exílio era o momento de promover a restauração.
Ageu, seu escritor, foi um profeta hebreu e contemporâneo de Esdras, Neemias e Zacarias. Sua mensagem foi de exortação e motivação a respeito da restauração de Jerusalém e seu Templo. Possui quatro principais mensagens do Senhor para os judeus que retornaram do exílio em Babilónia. São fortes repreensões devido ao descaso na reconstrução do Templo.

Escrito entre o final de agosto e meados de dezembro de 520 AC, cerca de 17 anos depois do retorno dos judeus do exílio, quando ainda não se completara a construção do Templo. O profeta Ageu, indicava que o povo estava se preocupando com as próprias vidas e esquecendo do principal - a casa de Deus. Este livro frisa a importância nas obras de Deus e que Ele deve estar sempre em primeiro lugar, na vida e nas obras das pessoas.

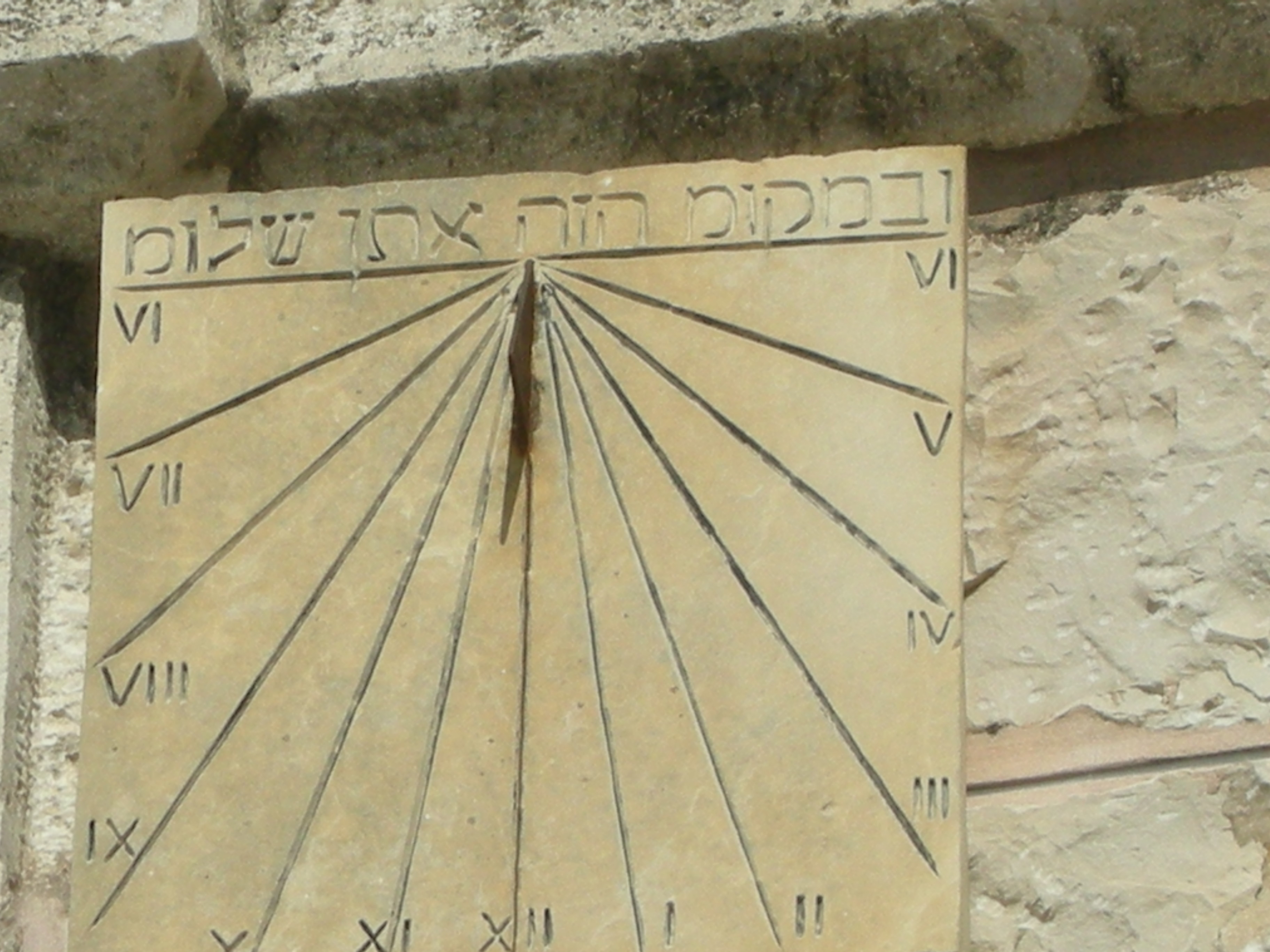
Relógio solar em Ein Kerem, Jerusalém, com o verso de Ageu 2:9 - “e neste lugar eu darei a paz”. Idioma hebraico, Igreja de São João Batista.

No ano 538 AC, quando os judeus voltaram do Exílio da Babilônia, a situação de Judá e de Jerusalém era deplorável: cada um procurando se defender sozinho, sem nenhum interesse em formar a unidade que lhes desse a característica de povo. Mesmo aqueles que voltaram do exílio estavam preocupados em construir a própria casa, plantar a sua roça, vender as suas mercadorias, mais do que restabelecer a dignidade nacional. Um leigo (Zorobabel) e um sacerdote (Josué) procuram reunir esse povo e reconstruir Jerusalém e o Templo, a fim de reestruturar o povo judeu.
No ano 520 AC o profeta Ageu entra em cena para encorajar os compatriotas. Suas exortações têm como eixo o seguinte tema: se o Templo for reconstruído, tudo vai melhorar, pois Deus habitará de novo no meio deles e espalhará as suas bênçãos. Trata-se de um apelo veemente para tornar viva e fraterna a comunidade, que está ameaçada de total desintegração.
Entretanto, Ageu não se contenta em estimular o tempo presente, mas procura fazer com que todos vejam no futuro uma esperança maior para o povo judeu, que retornará à sua grandeza anterior, tendo como chefe um descendente de David.
O Templo ganhará dimensões magníficas no tempo de Herodes, mas será deturpado e se tornará fonte de exploração. Jesus vai criticar essa degradação a que chegou o lugar de encontro com Deus e o símbolo da unidade do povo, e anunciará a substituição desse Templo por outro: o seu próprio corpo (Jo 2:21). Desse modo, torna-se presente um futuro maior do que o sonhado por Ageu: o verdadeiro Templo que dá vida e une o povo é o próprio Filho de Deus, que se fez homem, e que não é apenas descendente de David, mas também seu Senhor.

## As quatro mensagens livro de Ageu
1. Aos que moram em grandes casas, ao passo que o Templo estava em ruínas. (1:1-15)
2. Proclamação de que Deus encheria a sua casa de glória. (2:1-9)
3. O abandono da reconstrução do Templo tornou a todos impuros perante Deus. (2:10-19)
4. Mensagem a Zorobabel faria tremer os céus e a terra. (2:20-23)